# José Mármol

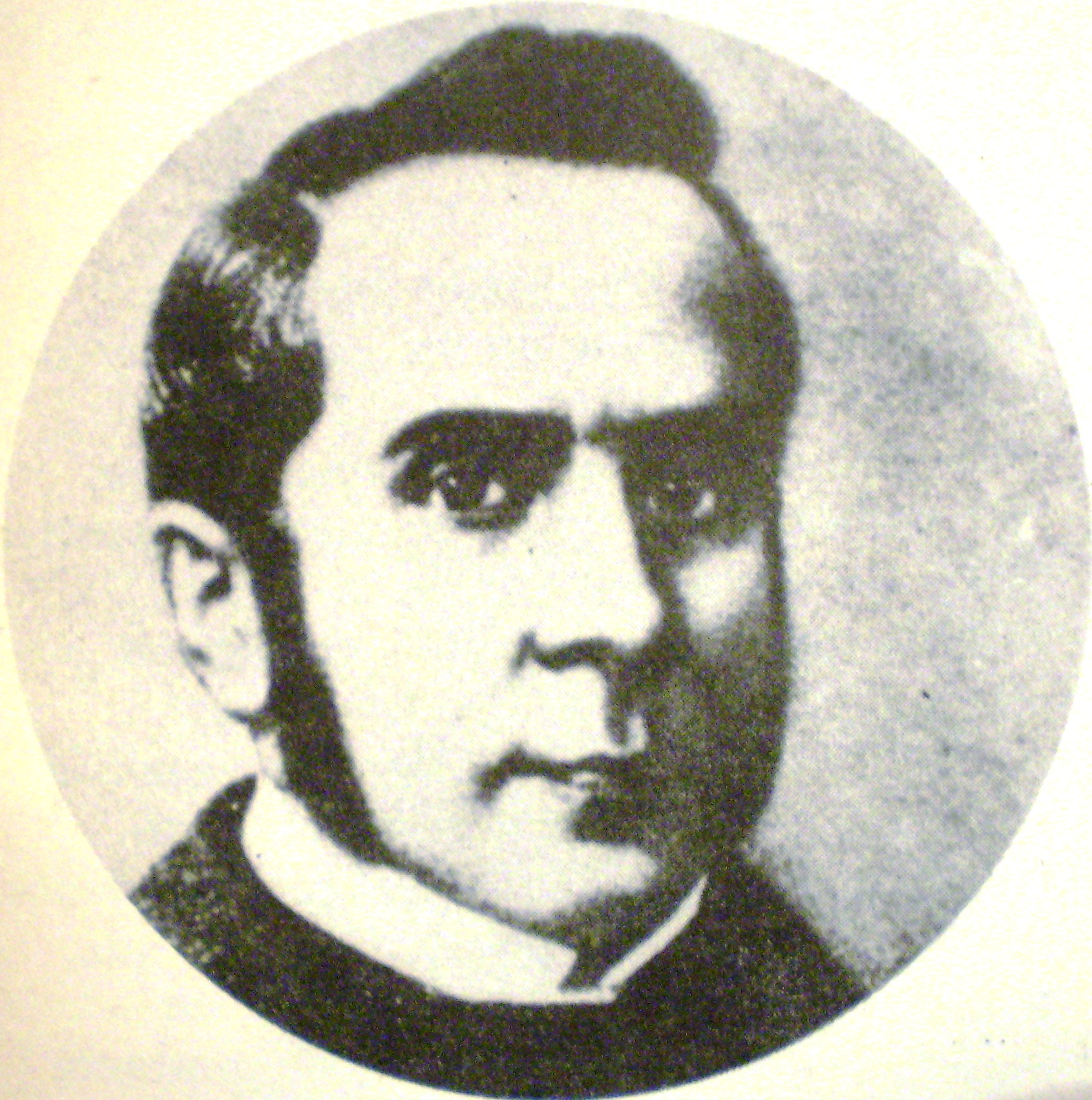
José Mármol

José Mármol, eigentl. José Pedro Crisólogo Mármol, (* 2. Dezember 1817 in Buenos Aires; † 9. August 1871 ebenda) war ein argentinischer Schriftsteller, der mit dem Roman Amalia eines der bedeutendsten romantischen Werke Lateinamerikas verfasste. Er bekleidete politische Ämter und leitete die Argentinische Nationalbibliothek.

## Leben
1839, während seines nicht abgeschlossenen Jurastudiums in Buenos Aires wurde Mármol als Gegner der in Argentinien herrschenden Diktatur von der Polizei des Diktators Juan Manuel de Rosas für 23 Tage festgenommen. An die Wand der Zelle schrieb er seine ersten Verse. Einer weiteren Verhaftung entging er anderthalb Jahre später durch die Flucht per Schiff nach Montevideo. Dort lebten bereits weitere Schriftsteller, wie Juan Bautista Alberdi, Florencio Varela und Esteban Echeverría im Exil. Als auch diese Stadt von Rosas´ Regime, unter Mithilfe seines Verbündeten Manuel Oribe, belagert wurde, floh Mármol nach Rio de Janeiro, von wo aus er 1843 nach Chile zu reisen plante.
Das Schiff musste jedoch auf Grund eines Sturmes umkehren, und Mármol verbrachte zwei weitere Jahre in Rio. In Brasilien beteiligte er sich an Kampagnen gegen Rosas Regime und verfasste Beiträge für Zeitschriften wie ¡Muera Rosas!, El Talismán und La Nacional. Dies verschaffte ihm bei den argentinischen Emigranten ein gewisses Ansehen als Dichter. Weiterhin war er, wie auch sein befreundeter Schriftsteller Esteban Echeverría, Mitglied des verbotenen Geheimbundes Asociación de May. Von 1845 bis 1852 lebte Mármol wieder in Montevideo. Während seines Aufenthaltes in Uruguay gründete er drei Zeitungen, darunter die politische und literarische Themen behandelnde La Semana, und schrieb ebenfalls Artikel für andere Zeitungen.
Als das Rosas-Regime 1852 unter General Justo José de Urquiza gestürzt wurde, kehrte Mármol, nach mehr als einem Jahrzehnt Exil, nach Argentinien zurück. 1854 begann er seine politische Laufbahn als Senator. Später besetzte er die Position eines Abgeordneten und trat 1858 den Posten des Leiters der Argentinischen Nationalbibliothek, der Biblioteca Nacional de la República, an. Neben der Arbeit als Botschafter arbeitete er 1864 als bevollmächtigter Minister in Brasilien.
In seinen letzten zwei Lebensjahren erblindete Mármol vollständig. Als seine literarischen Vorbilder kann man den französischen Romantiker Victor Hugo und den Spanier José Zorrilla y Moral benennen.

## Ausgewählte Werke

### Amalia
Mármols einziger Roman wird auch als erster argentinischer Roman bezeichnet. Sein erster Teil erschien 1851 als Fortsetzungsroman in der Zeitung La Semana; 1855 das komplette Werk, unterteilt in zwei Bänden mit insgesamt 77 Kapiteln. Nach anderen Quellen erschien der Roman erstmals 1844. Die erste deutsche Übersetzung ist 1873 veröffentlicht worden. Amalia porträtiert als historischer Roman über die Rosas-Diktatur die aktuell in Buenos Aires herrschenden Verhältnisse. Die politische und gesellschaftliche Historie bettete Mármol in eine Liebesgeschichte ein.
Die Protagonistin Amalia lebt geschützt und von den Unruhen der Umgebung abgeschirmt, in einem aristokratischen Viertel in Buenos Aires. Eines Nachts findet in der Nähe ihres Hauses eine Auseinandersetzung statt. Eine Gruppe von Gegnern Rosas´ will das Land verlassen, wird jedoch verraten. Die Mazorca, Rosas´ Schrecken verbreitende Polizei, schlagen den Fluchtversuch blutig nieder. Daniel, Amalias Vetter, bringt seinen schwer verletzten Freund Eduardo Belgrano in das Haus Amalias, die somit zur Verbündeten und Gegnerin der Tyrannei wird. Während sie Eduardo pflegt, entwickeln beide romantische Gefühle füreinander. Diesen können sie jedoch nicht nachgehen, da Eduardo in der Nacht vor ihrer Hochzeit von der Mazorca aufgespürt wird. Es kommt zu einem ungleichen Kampf, bei dem Amalia gerettet wird, Eduardo jedoch stirbt.
Das Buch vermittelt ein Bild des Buenos Aires Mitte des 19. Jahrhunderts. Es erscheinen sowohl reale politische und gesellschaftliche Personen unter anderem Namen als auch fiktive Personen. Den grausamen Taten der Mazorca, die teils übertrieben blutig geschildert werden, werden die Versuche politischer Gegner gegen den Diktator gegenübergestellt – eine Verbindung zum Autor –, der selbst in seinen Werken Rosas´ trotzte und das Exil suchte. In diesem Werk fällt die Verwendung französischen Vokabulars auf, was auf den europäischen Einfluss in der lateinamerikanischen Romantik hinweist. Weiterhin ist sein Aufbau sehr heterogen, es befinden sich Sonette, Briefe, Kundgebungen und politische Anordnungen im Roman wieder, die auch für sich allein stehen können und die herrschenden Verhältnisse dokumentieren. Das Werk war überaus erfolgreich im damaligen Lateinamerika.

### Cantos del peregrino
Das sehr romantisch gehaltene lyrisch-epische Fragment (deutsch: „Pilgerlieder“) gilt als das erste größere und bedeutendste dichterische Werk Mármols. Es entstand auf einer Schiffsreise 1844. Als Vorbild kann man hier Childe Harold´s Pilgrimage von Lord Byron ansehen. Wie dieses Werk ist auch Cantos del peregrino aus eigener Erfahrung entstanden. Es ähnelt einem Reisetagebuch, formal eingeteilt in 12 Einheiten. Diese weisen jedoch bis auf den Protagonisten, den Pilger Carlos, keine inhaltlichen Gemeinsamkeiten auf. Dieser ist, auf Grund seiner Erlebnisse, dem Autor gleichzusetzen. Somit findet sich in diesem Werk auch ein autobiographischer Anteil wieder. Das Werk weist weiterhin einen vielseitigen Strophenbau auf, wie auch eine mannigfaltige Behandlung von Themen. So wird einerseits die Natur Amerikas hoch gelobt und hymnisch besungen und andererseits über seine Geschichte und Zukunft philosophiert. Im nächsten Moment macht der Protagonist einen Gedankensprung und erinnert sich an seine erste Liebe zurück. Der Pilger möchte die Freiheit für sein Land und fühlt sich verbannt. Diese Gefühle lassen sich in allen Teilen des Werkes finden und halten es somit zusammen. Mármol verbindet so Politik und Liebe in einem Werk miteinander.

### Armonías
1851 wurde in Montevideo eine Sammlung von Gedichten gegen Rosas veröffentlicht, die den paradoxen Titel Armonías tragen, (zu Deutsch: Harmonien). In dieser Sammlung von Gedichten geht Mármol gegen Rosas vor und verurteilt ihn und seine Tyrannei. Auf Grund der Aktualität des Themas sind die Gedichte zur damaligen Zeit erfolgreich gewesen.

## Werke
- Amalia (1844). (Oxford University Press 2001 (engl.), ISBN 978-0-19-512277-0)
- El peregrino (1847)
- El poeta (1847)
- Armonías (1851)
- El cruzado (1851)